# Barrio de San Pedro (Aguilar de Campoo)
Barrio de San Pedro es una localidad de la provincia de Palencia (Castilla y León, España) que pertenece al municipio de Aguilar de Campoo.

## Geografía
Situado junto al embalse de Aguilar en la carretera local P-2132, 2 km al norte de Foldada, 4 km al este de Quintanilla de la Berzosa y 10 al oeste de Aguilar de Campoo, la capital municipal, en la comarca de Campoo.

## Historia

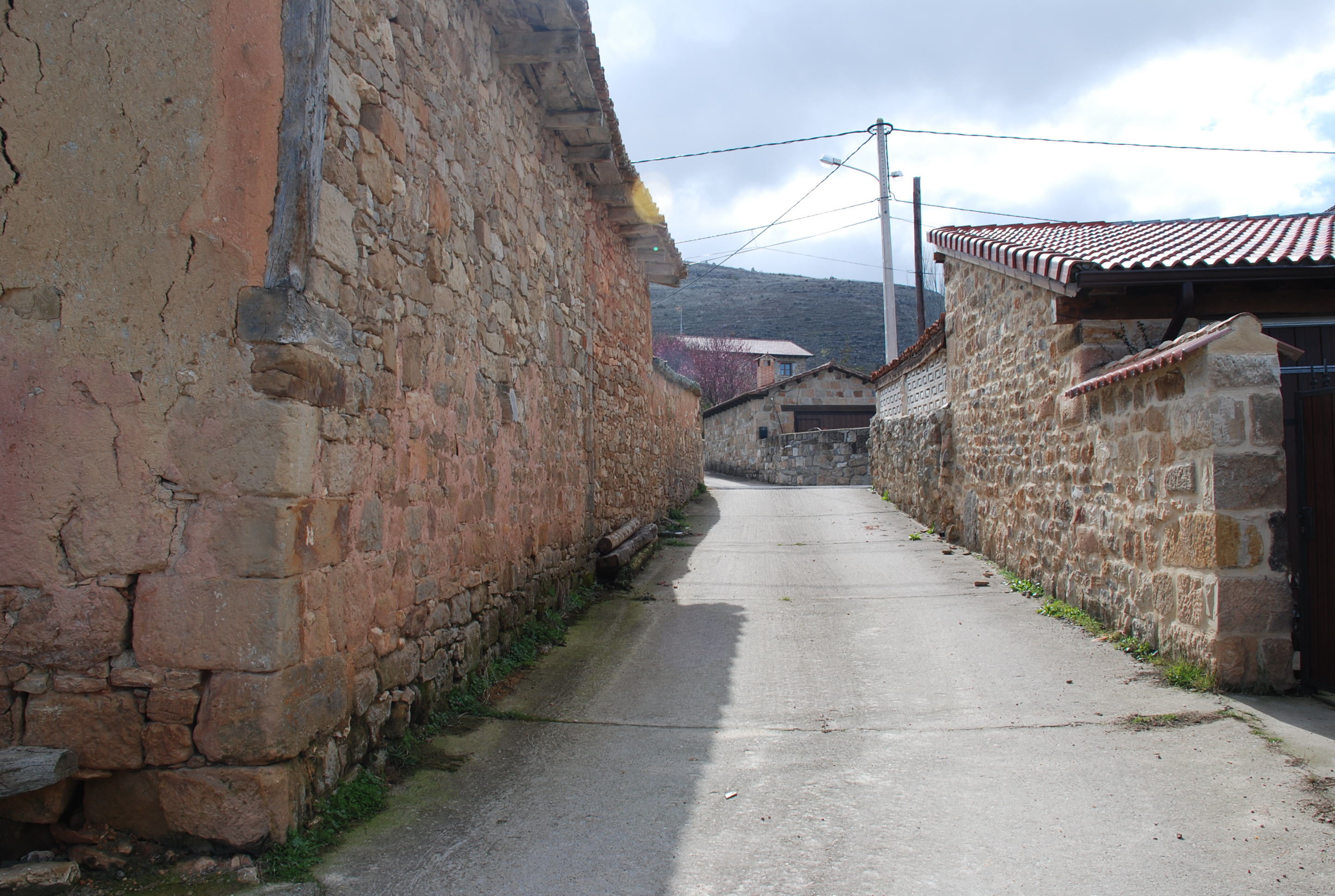
Vista del Barrio de San Pedro.

Barrio de San Pedro fue municipio independiente hasta 1976, cuando pasó a formar parte del municipio de Aguilar de Campoo.
Este antiguo municipio incluía las pedanías de Barrio de Santa María, Foldada, Frontada, Quintanilla de la Berzosa y Vallespinoso de Aguilar. Todas ellas, a su vez, fueron independientes hasta mediados del siglo XIX. Quintanilla y Frontada desaparecieron bajo el pantano de Aguilar en 1963.

## Geografía humana

### Demografía
| Gráfica de evolución demográfica de Barrio de San Pedro entre 1842 y 1970 |
| |
| Población de derecho según los censos de población del INE Población de hecho según los censos de población del INEEntre el censo de 1857 y el anterior, crece el término del municipio porque incorpora a 345010 (Barrio de Santa María), 345039 (Foldada), 345041 (Frontada), 345085 (Quintanilla de la Berzosa) y 345130 (Vallespinoso de Aguilar) Entre el censo de 1981 y el anterior, este municipio desaparece porque se integra en el municipio 34004 (Aguilar de Campoo) |

Evolución de la población en el siglo XXI
| Gráfica de evolución demográfica de Barrio de San Pedro entre 2000 y 2020 |
|                                                                           |
| Población de derecho (2000-2020) según el padrón municipal del INE        |

## Monumentos
- Iglesia de San Andrés: Situado en el centro del caserío, ligeramente hacia el noroeste del caso y a escasos 50 m de la carretera. En ella el románico es puramente anecdótico, apareciendo lo esencial del edificio como una obra gótica tardía con remoces neoclásicos y barrocos. Su cubierta ha sido remodelada recientemente, destaca un curioso atrio que en su día estuvo porticado.